# Villelaure
Villelaure is een gemeente in het Franse departement Vaucluse (regio Provence-Alpes-Côte d'Azur) en telt 2995 inwoners (2005). De plaats maakt deel uit van het arrondissement Apt.

## Geografie
De oppervlakte van Villelaure bedraagt 18,2 km², de bevolkingsdichtheid is 164,6 inwoners per km².
De onderstaande kaart toont de ligging van Villelaure met de belangrijkste infrastructuur en aangrenzende gemeenten.

## Demografie
Onderstaande figuur toont het verloop van het inwonertal (bron: INSEE-tellingen).